# Breughel
Breughel – споруджений у 2011 році землесосний самовідвізний снаряд (trailing suction hopper dredger, TSHD). 

## Характеристики
Судно, назване на честь відомого художника епохи Ренесансу Пітера Брейгеля, спорудила нідерландська верф IHC Dredgers BV у Кіндердайку, при цьому замовником виступила на замовлення бельгійської компанії DEME.
Земснаряд призначений для робіт на глибинах від 28 до 43 метрів, при цьому вибірка ґрунту відбувається за допомогою труби діаметром 1,2 метра. В подальшому ґрунт може транспортуватись у власному трюмі судна об’ємом 11796 м3, а його вивантаження провадиться через трубу діаметром 1 метр. 
Пересування до місця виконання робіт здійснюється зі швидкістю до 14,9 вузлів.
Загальна потужність силової установки судна становить 11,037 МВт, при цьому її основу становлять два двигуни Wärtsilä (восьми- та дванадцятициліндровий) потужністю 10 МВт. При застосуванні системи D.R.A.C.U.L.A. (використання потужних струменів води для робіт у в’язких глинах та зцементованих пісках) загальна потужність зростає до 12,137 МВт. 
На борту забезпечується проживання 20 осіб.

## Завдання судна
У січні 2012-го судно прибуло до узбережжя Нормандії, де його завданням було прибрати перекати на 45-кілометровому підхідному каналу в естуарії Сени. Це було частиною проекту із забезпечення судового ходу на відстані у 120 км, котрий би дозволив заходити до порту Руану суднам із осадкою у 11,7 метра.
В березні того ж року Breughel спорудив траншею поперек суднового ходу Vaargeul 1, в яку судно Stemat Spirit уклало кабель для видачі продукції другої черги бельгійської вітрової електростанції Торнтон-Банк.
Наступного місяця земснаряд розпочав роботи біля узбережжя Лінкольнширу з поновлення протиповеневого захисту. Починаючи із 1994-го тут постійно провадиться намив піску на пляжі, що повинне запобігати затопленню прибережної території внаслідок штормового нагону (у 1953-му це призвело до загибелі біля трьох сотень осіб) і захистити 30 тисяч домогосподарств та 35 тисяч гектарів земель. Можливо відзначити, що Breughel повертався до цього ж завдання навесні 2013 та 2014 років, при цьому кожен раз потрібно було перемістити дещо більше за 0,5 млн м3 ґрунту. Враховуючи останнє, роботи тривали не дуже довго, так, у 2014-му земснаряд почав їх 17 квітня та завершив 23 травня.
Далі судно спрямували для робіт за проектом спорудження великого напівавтоматизованого контейнерного терміналу London Gateway, над яким він був задіяний ще у липні 2013-го. При цьому разом із Breughel використовували й інші судна компанії DEME, такі як Congo River та Charlemagne.
Під час робіт над London Gateway судно неодноразово відлучалось до інших локацій у Північному морі. Окрім зазначеної вище весняної сесії 2013-го року у лінкольнширському проекті, у липні-серпні 2012-го Breughel працював біля порту Куксгафен (узбережжя Німеччини в районі устя Ельби), а через певний час виконав перші роботи в порту Роттердаму на Ботлекському терміналі. Тут вирішили збільшити резервуарний парк для нафтопродуктів більш ніж утричі, з 200 до 750 тисяч м3, що потребувало намиву 5 гектарів території.
У другій половині 2014-го Breughel полишив район Північного моря та взяв участь в експедиції DEME до арктичного узбережжя Росії. Тут планувались масштабні поглиблювальні роботи для створення порту Сабетта (Обська губа Карського моря), через який мала вивозитись продукція заводу зі зрідження природного газу Ямал ЗПГ. Працювати у цій належній до Північного Льодовитого океану акваторії можливо було лише в короткий проміжок з серпня по жовтень, тому DEME спрямувала сюди цілий караван із дев’ятнадцяти суден, серед яких були сім земснарядів (окрім Breughel також D'Artagnan, Congo River, Nile River, Lange Wapper, Uilenspiegel та Mellina).
На початку листопада 2014-го Breughel був вже біля узбережжя Латинської Америки, де до початку січня наступного року провадив роботи з експлуатаційного днопоглиблення для Адміністрації Панамського каналу. При цьому було необхідно так організувати роботи, щоб не заважати звичайному руху суден на цій пожвавленій морській трасі.
У червні 2015-го земснаряд опинився на протилежному боці Атлантики у Гвінейській затоці. Тут на околиці найбільшого нігерійського міста Лагос продовжувалась реалізація проекту Eko Atlantic – створення нового району, призначеного для проживання 250 тисяч мешканців. Він розташовувався на південно-західному узбережжі острова Вікторія (відділяє від океану лагуну Лагос) та потребував масштабних робіт з намиву території. В 2012-2014 роках їх провадив значно потужніший Congo River, тоді як земснарядам Breughel та Breydel доручили наступну фазу проекту, котра тривала до листопада 2016-го.
У тому ж 2016-му Breughel залучили на розширенні нігерійського порту Онне, який спеціалізується на обслуговуванні нафтогазової промисловості. Тут відбувався намив 150 гектарів території.
Далі земснаряд повернувся до Європи та працював у Нідерландах в інтересах Роттердамського Офшорного Терміналу, де до середини 2017-го потрібно було провести днопоглиблення біля нещодавно спорудженої причальної стінки. Крім того, у квітні 2017-го Breughel провів намиву піску на пляжі бельгійського Бредене, суттєво пошкоджені січневим штормом Dieter (роботи замовили в межах підготовки до чергового туристичного сезону).

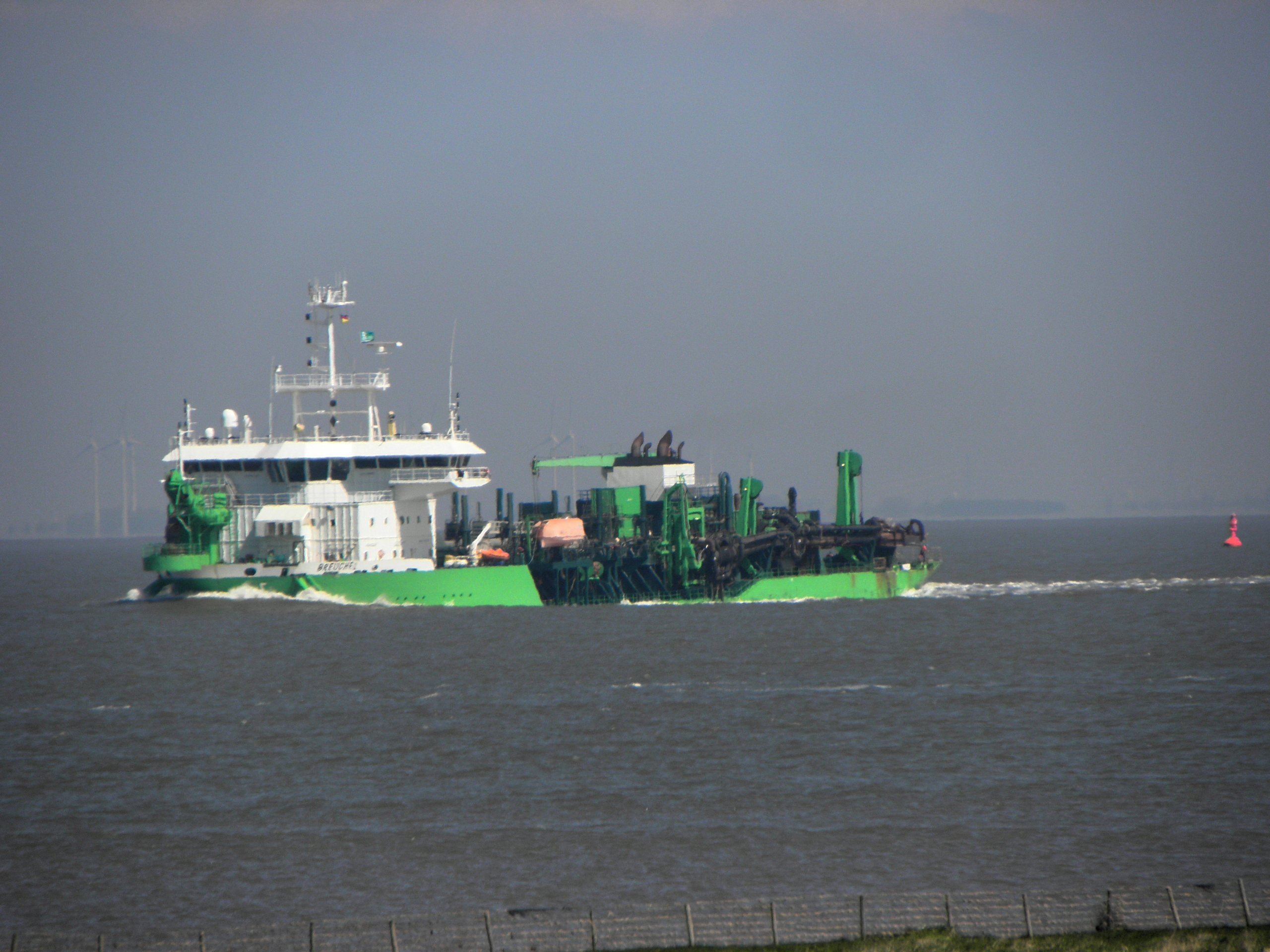
Земснаряд біля Куксгафену у 2017 році

За цим судно задіяли для обслуговування судового ходу в естуарії Ельби на ділянці у 116 км між Гамбургом та Північним морем. Над цим проектом також працював землесосний снаряд Marieke.
2 листопада 2017-го Breughel прибув до українського чорноморського порту Південний (Одеська область). Тут на замовлення Адміністрації морських портів України він провадив роботи з експлуатаційного днопоглиблення у операційних акваторіях причалів №№2-4, 7-9, 16, 17, 3Н та 38. Разом із ним працювало багатоцільове судно Odin, здатне виконувати функцію плуга. Роботи тривали до середини грудня.
У січні 2018-го DEME уклало контракт на проведення робіт в середземноморському порту Александрія  у інтересах єгипетських ВМС, котрий передбачав переміщення 6 млн м3 ґрунту. Спершу за роботи з намиву взялись землесосні снаряди Breughel та Uilenspiegel, тоді як у другій половині року для розчищення акваторії та підхідного каналу мав прибути фрезерний земснаряд D’Artagnan.
В тому ж 2018 році Breughel виконав кілька завдань біля західного узбережжя Африки. Так, в ангольському порту Сойо він провів два місяці за вилученням 3 млн м3 в межах експлуатаційного днопоглиблення підхідного каналу, яким слідують танкери, котрі обслуговують завод із зрідження природного газу Ангола ЗПГ. А в Нігерії біля Порт-Гаркорту Breughel разом із землесосним снарядом Marieke та фрезерним земснарядом Seçkin поглибили до 8 метрів канал, котрим вивозиться продукція заводу добрив компанії Notore Chemical Industries. Вилучення із сильно замуленого канал 2 млн м3 ґрунту було вкрай важливим для відновлення повноцінної роботи заводу. 
У першій половині 2019-го Breughel провів чимало часу біля узбережжя Беніну, де в межах туристичного проекту потрібно було спорудити підводний бар’єр та дамбу для створення «озера в морі». Крім того, з попереднього року діяв контракт на проведення робіт із укріплення берегу біля найбільшого міста країни Котону.
У тій же Гвінейській затоці DEME залучили до розширення ганського порту Теме, котрий мав отримати здатність приймати найбільші контейнеровози. Серед 2 млн м3 ґрунту, який потрібно було вилучити, основну частину складали скельні породи, тому з кінця 2018-го тут працював фрезерний земснаряд D’Artagnan. Втім, весною 2019-го певну частину робіт провів Breughel.
У 2020-му земснаряд узяв участь у масштабній кампанії в Обській губі, яка проходила в другій половині літа — першій половині осені в межах проекту заводу зі зрідження газу Арктик ЗПГ 2.
Відомо, що 2021-му «Breughel» залучали до робіт за масштабним проектом розвитку єгипетського порту Абу-Кір (для виконання цього завдання DEME також використовувала землесосні снаряди «Nile River», «Reynaert», «Artevelde», «Brabo», «Breydel», «Congo River», «Bonny River», «Uilenspiegel» та фрезерні земснаряди «D'Artagnan», «Ambiorix» та «Spartacus»).
Наприкінці 2022-го – на початку 2023-го «Breughel" разом з фрезерним снарядом "D’Artagnan" виконали завдання за проектом заміни нафтопроводу до швартовочного буя для танкерів в порту Сінгапуру.